# Гуйлинь-Лючжоуская операция
Гуйлинь-Лючжоуская операция — последний этап военной операции «Ити-Го», длившийся с 16 августа по 24 ноября 1944 года, в результате которого наступающие японские войска разбили противостоявшие им китайские войска и установили сквозную коммуникацию от Пекина до границы с Индокитаем.    
6 августа 1944 года по приказу генерала Я. Окамуры японские 11-я и 23-я армии после боев в Хунани и Гуандуне начали наступление на Гуйлинь и Лючжоу.
Верховное командование китайскими войсками в крупных провинциях Хунань и Гуаньси 14 августа номинально было передано начальнику генерального штаба Бай Чунси. Бай Чунси с помощью главнокомандующего 4-м военным районом генерала Чжан Факуя с целью подготовки эффективной обороны города Гуйлинь и Лючжоу попытался реорганизовать подчиненные ему войска, состоявшие из разрозненных солдат 10-го армейского корпуса (около 3000 человек), отступивших от Хэнъяна. В случае падения Гуйлиня и соединения северной и южной группировок в руках японцев оказывалась важнейшая железнодорожная коммуникация. Тем самым они получали возможность свободного маневрирования своими силами и средствами и усиления обороны не только в Китае, но и в Юго-Восточной Азии. Американский генерал Стилуэлл стал настоятельно требовать от Чан Кайши усиления активности китайских войск, выделенных для срыва наступления японцев. Гуйлинь был усилен оборонительными сооружениями, бункерами, колючей проволокой. Между холмами были вырыты траншеи.
Главные силы 23-й армии развернули наступление в западном и северо-западном направлениях, без особых потерь заняли Гаояо, а затем разгромили аэродромы американской авиации в Дэцине и Учжоу и захватили вольфрамовые рудники в Лодине. 8 сентября обе группировки оказались на одинаковом расстоянии от Гуйлиня: северная группировка заняла Синьань, а южная — подошла к важному узлу дорог, городу Лючжоу.
14 сентября китайская армия генерала Чэнь Муньуна отошла из Цюаньчжоу, всего лишь на три дня задержав противника в межгорных проходах. Это разрушило китайскую оборону перед Гуйлинем.
Между тем японское командование принимало меры к быстрейшему завершению операции. 19 октября в результате воздушной разведки оно установило, что на всем пути от Гуйлиня до Лючжоу и Наньнина движется поток войск, селения по обеим сторонам железной дороги, а также города Гуйлинь и Лючжоу горят. Аэродромы были окутаны пеленой густого дыма. Стало ясно, что Гуйлинь и Лючжоу эвакуируются. Японские войска, свернутые в колонны, ускоренным маршем двинулись на Гуйлинь. 1 ноября, когда японцы начали наступление на город, в Гуйлине находилось всего около 20 000 китайских солдат. После 10 дней интенсивных боев японцы оккупировали Гуйлинь и на следующий день вошли в Лючжоу. 
Передовые отряды 11-й армии продолжали наступать в провинции Гуйчжоу и 20 декабря заняли Душань. Части 23-й армии к этому времени продолжали наступать в пойме реки Сицзян, приближаясь к южным границам провинции Гуйчжоу, а частью сил — к границам Индокитая. Вскоре передовые отряды северной и южной группировок соединились. Путь в Индокитай был открыт. 
В конце 1944 года японские войска, наступавшие в южной части Китая, соединились с группой войск, действовавшей в Индокитае. Цель операции была достигнута, сквозная коммуникация от Пекина до границы 
с Индокитаем оказалась в руках японского командования, что позволяло ему осуществлять маневр силами, действовавшими в Китае и Юго-Восточной Азии, а также вывозить оттуда стратегическое сырье и  
продовольствие в Японию. Ему удалось решить и свою вторую важную задачу — был захвачен ряд американских воздушных баз в Китае.